# Съвет на десетте
Съветът на десетте (на италиански: Consiglio dei Dieci) е държавен орган на Венецианската република, създаден с решение на Големия съвет през юни 1310 г. след заговора на Баджамонте Тиеполо срещу дожа Пиетро Градениго.
Първоначално Съветът е създаден само като временен орган, имащ за задача да следи за изпратените в изгнание заговорници. Състои се от десет съветници, които не могат самостоятелно да вземат решения, а само заедно с дожа и шестима от неговите главни лични съветници от различните райони на Венеция т.е. реално Съветът се състои от общо седемнадесет души. Освен това на заседанията винаги се кани и специален прокурор (Avvogatori di comun), имащ право на съвещателен глас.
Десетте съветници, влизащи в Съвета, се избират от Големия съвет като е забранено те да бъдат избирани и на следващата година – тогава се проверяват взетите от тях решения за възможни злоупотреби. Също така е забранено в Съвета да участват двама членове на едно и също семейство. Съветът на десетте се управлява от трима души (Capi dei dieci), които се назначават само за по един месец и през този месец им е забранено да излизат навън, за да не стигат до тях слуховете и интригите. Заседанията на Съвета се провеждат ежедневно като работата не се заплаща. Подкупите се наказват със смърт.
Впоследствие Съветът получава правото да взема решения равностойни на решенията на Големия съвет, което позволява Венеция да реагира бързо и адекватно в условия на кризи.
През 1334 г. Съветът на десетте получава допълнителни правомощия да се занимава с шпионаж, разпити, тъмници, създава мрежа от шпиони и тайни агенти в цяла Европа, разглежда и постъпващите анонимни сигнали, които се пускат в специални урни.
Съветът на десетте не се отчита пред прокурорите и след време се сдобива със славата на неумолим съдия над гражданите на Венеция. През 1539 г. се създава и още една група към него – групата на тримата държавни инквизитори. Именно Съдът на десетте осъжда на смърт дожа Марино Фалиеро през 1355 г.
Чак през XVII век властта на Съвета на десетте е ограничена.